# 丹尼尔·南斯克格
丹尼尔·保罗·古斯塔夫·南斯克格（英語： Daniel Paul Gustav Nannskog，1974年5月22日—）是退役瑞典职业足球运动员，司职前锋 ，曾效力于侯嘉堡格、马尔默、尤尔格丹、阿西里斯卡、Sylvia、兰斯克鲁纳、四川冠城和斯塔贝克，以及瑞典国家队。

## 俱乐部生涯

### 瑞典
丹尼尔小时候在瑞典最南端斯堪尼亚的家乡赫尔辛堡的一家小型足球俱乐部Högaborg起步。然而，从 15 岁起，他就放弃了足球，专注于手球。经过一番劝说，他在 19 岁时重新开始踢球。复出后，他为 Högaborg 效力了两个赛季，然后转投瑞典超球队马尔默 。他在俱乐部的日子并不特别成功，但他为他们打进的一个进球非常重要，因为它让马尔默进入了欧洲联盟杯。接下来的几个赛季都在瑞典超甲级联赛度过。
当他 27 岁时，他被教练Janne Jönsson带到了兰斯克鲁纳 。他在那里的第一个赛季，他们获得了第二名并获得了晋级，南斯克格以 21 个进球成为联盟最佳射手。他跟随兰斯克鲁纳来到了瑞典超，并且表现非常出色，以11个进球成为俱乐部的最佳射手，在他们完成保级附加赛的过程中发挥了重要作用。在瑞典2003赛季中期，他移居中国。
Nannskog 从 2001 年开始为瑞典Landskrona BoIS效力，当时该俱乐部效力于二级Superettan 。他参与了将 Landskrona BoIS 推广到瑞典顶级联赛Allsvenskan的工作。他的成功在第二年继续。在第一场比赛中，Nanskog 打进一球，Landskrona BoIS 在一场精彩的比赛中击败了他们的老对手Helsingborgs IF ，Landskrona BoIS 在Landskrona IP的 12.000 名观众面前以 6-2 获胜。与 BoIS 的另一名前锋Danijel Milovanović一起，他们两人都成为了令人生畏的顶级组合，带领他们最近升级的俱乐部在日本和韩国世界杯的中场休息时登上了Allsvenskan的榜首位置。在前八场比赛之后，Landskrona BoIS 赢得了五场比赛，三场平局，从未输过。当前锋同事米洛瓦诺维奇在对阵对手马尔默的比赛中受重伤时（米洛瓦诺维奇从未康复），这对南斯科格的俱乐部来说令人惊讶的成功结束了，但南斯科格本人继续得分。

### 四川关城
Nannskog 于 2003 年夏天离开 Landskrona BoIS，加盟中国俱乐部四川冠城，签约两年。他继续待了一年半，但为了在 2005 赛季在Stabæk为他的老教练 Janne Jönsson 效力而终止了合同。

### 斯塔贝克

#### 2005–2007
他在 Stabæk 的第一个赛季非常成功，他的俱乐部在风格上得到了提升。 “身体”南斯科格在 29 场比赛中打进 27 球也被评为最佳射手。

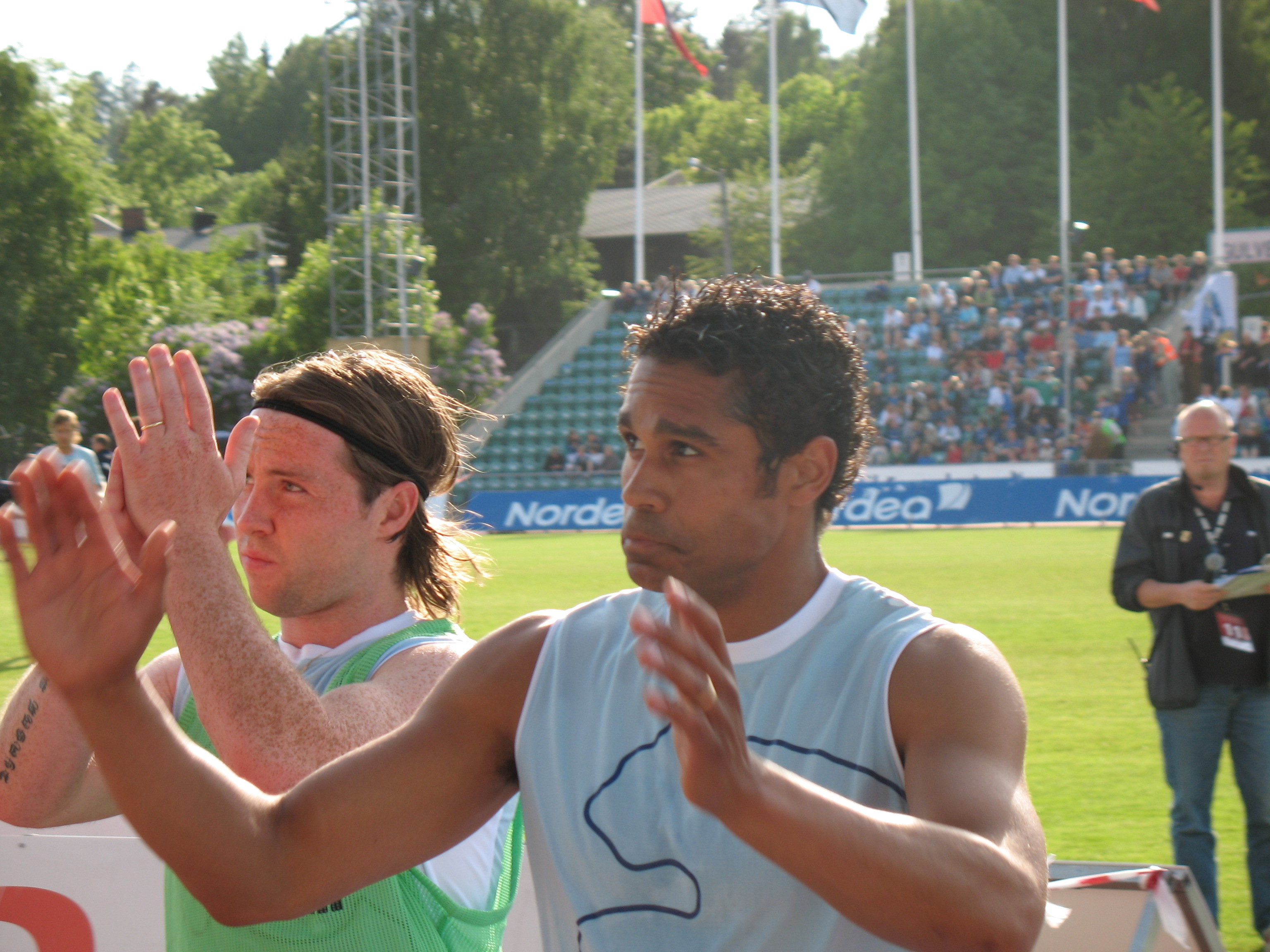
Nannskog 和前锋 Veigar Páll Gunnarsson在 2006 年 6 月与Vålerenga的比赛后为球迷鼓掌。

Nannskogs在挪威顶级联赛的处子秀是成功的。他们获得了第五名，就在欧洲联盟杯的位置之外。 Nannskog 凭借他的 19 个进球成为最佳射手，领先队友Veigar Páll Gunnarsson 1 个进球。 Nannskog 和 Stabæk 继续进步，连续第二次打进 19 球，但这次落后于 Brann 的Torstein Helstad ，后者打进 22 球。然而，Stabæk 在联赛中的表现更好，在 Brann 之后排名第二。他们处于前半程，但在赛季后半段没有优势。

#### 2008–2010
Stabæk 在 2008 赛季的前半段表现出色，其中 Nannskog 是不可或缺的一部分，就像他在第 5 轮客场对阵Ham-Kam的比赛中打进两球（2-0 获胜）  。挪威媒体认为，在 5 月 4 日他对罗森博格的制胜一球之后，瑞典国家队是时候再次审视他了，他可能会入选2008 年欧洲杯阵容。然而，他并没有入选球队。 9 月 14 日，Nannskog 在 6-0 战胜Strømsgodset的比赛中打进 4 球，以 13 球登上进球榜榜首——帮助 Stabæk 在还剩 6 轮时以 6 分的优势领先。 9月24日，南斯科格在挪威杯半决赛中打进2球并助攻1次，帮助斯塔贝克3-0战胜莫尔德。几天后，9 月 29 日，南斯科格在对阵莫尔德的比赛中打进了他的第 99 个和第 100 个进球。这次是联赛。
Stabæk 以时尚的方式赢得了联赛冠军。 Nannskog 以 16 个进球荣膺联赛最佳射手，比队友、瑞典人Johan Andersson多 4 个。由于他们在挪威杯决赛中输给了瓦勒伦加，他被拒绝了“双打”。

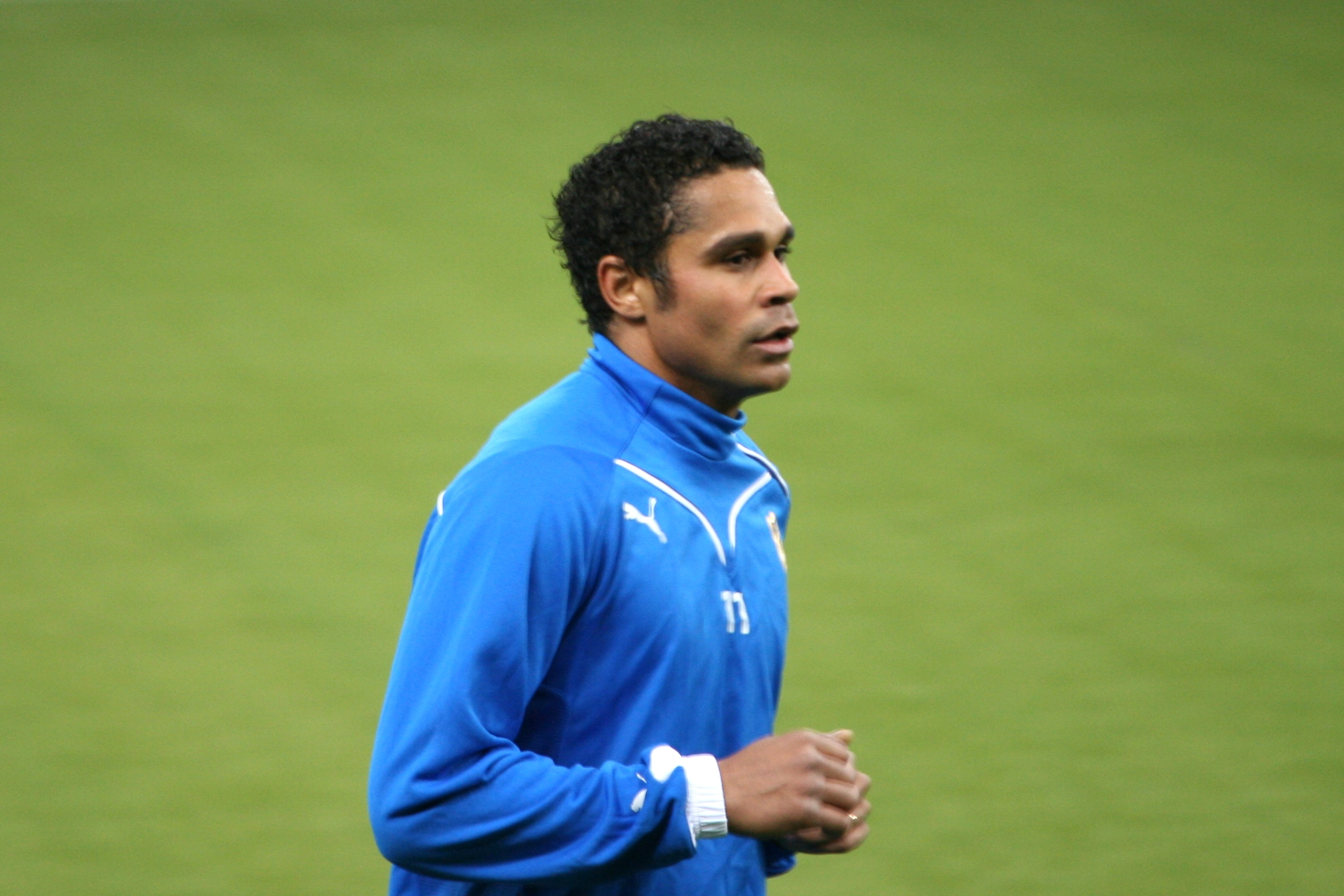
Nannskog 在 2009 年 2 月与 Stabæk 的培训课程中。

3 月 8 日，Stabæk 在挪威超级决赛中以 3 比 1 击败上赛季的杯赛冠军 Vålerenga 赢得了他们本赛季的第一个奖杯，而 Nannskog 打进了揭幕战。
Nannskog 在 4 月 5 日上演帽子戏法，Stabæk 在第三轮联赛中以 1-3 战平 3-3。 Nannskog 受伤仅一个多月就在 5 月 24 日复出，在蒂佩利根 3-0 战胜Start的比赛中梅开二度。他很快又受伤了，到目前为止，他本赛季只参加了 11 场联赛（5 球）。
Nannskog 总共为 Stabæk 出场 172 场，打进 123 球。
Nannskog未能从伤病中恢复过来，随后退役。

## 国际职业生涯
他在瑞典国家队的处子秀是在 2007 年 1 月 14 日对阵委内瑞拉的比赛中。他在国家队的第一个进球是在 2007 年 1 月 21 日对阵厄瓜多尔的比赛中以 1-1 结束的。 2009 年 1 月，南斯科格被征召加入瑞典队，在他们一年一度的北美巡回赛中迎战美国和墨西哥。 2009 年 1 月 25 日，南斯科格在瑞典 3-2 输给美国的比赛中打进了他的第二个进球。

## 个人生活
Nannskog 的母亲是瑞典人，父亲是美国人，曾担任篮球教练和爵士歌手。

## 媒体生涯
退休后，他继续在挪威电视频道TV2工作，但此后又在瑞典国家公共电视广播公司SVT担任类似职务。 

## 职业统计

### 国际的
得分和结果首先列出瑞典的进球数，得分栏显示每个 Nannskog 进球后的得分。  
| 不。 | 日期               | 场地                                       | 帽 | 对手            | 分数 | 结果 | 竞赛   |
| ---- | ------------------ | ------------------------------------------ | -- | --------------- | ---- | ---- | ------ |
| 1    | 2007 年 1 月 21 日 | Estadio Olímpico Atahualpa ,基多, 厄瓜多尔 | 3  | </img>          | 1–0  | 1–1  | 友谊赛 |
| 2    | 2009 年 1 月 24 日 | 家得宝中心，卡森，加利福尼亚，美国         | 4  | 美国</img> 美国 | 1-2  | 2–3  | 友谊赛 |

## 荣誉
斯塔贝克
- 1. 分部： 2005
- 蒂佩利根: 2008

个人
- 1. 分区最佳射手： 2005
- 蒂佩利根最佳射手: 2006, 2008 [4]
- 克尼克森奖年度最佳攻击手： 2008 [5]